# شیطانی که می‌شناسی
شیطانی که می‌شناسی (انگلیسی: The Devil You Know) یک فیلم در ژانر مهیج و معمایی به کارگردانی جیمز اوکلی است که در سال ۲۰۱۳ منتشر شد. از بازیگران آن می‌توان به دین وینترز، جنیفر لارنس، لنا اولین، مالی پرایس، و رزمند پایک اشاره کرد.